# Wincenty Jan Rutkiewicz
Wincenty Jan Rutkiewicz pseud. „Bolek”, „Generał”, „Leon”, „Lutkiewicz”, „Wicek” (ur. 17 września 1906 w Sosnowcu, zm. 10 kwietnia 1945 w Oranienburgu) – polski działacz komunistyczny.

## Życiorys
Syn działacza socjalistycznego Jana i Jadwigi z Bartołdów. W 1914 w Kijowie, dokąd z wybuchem wojny ewakuowała się rodzina Rutkiewiczów, rozpoczął naukę w szkole polskiej utworzonej przez Polską Macierz Szkolną. W 1919 przybył do Warszawy, gdzie uczył się w Państwowym Gimnazjum im. A. Mickiewicza. Należał do czynniejszych działaczy Związku Polskiej Młodzieży Demokratycznej, propagując w nim idee socjalistyczne.
Od 1925 studiował na Wydziale Elektrycznym Politechniki Warszawskiej. Stał się jednym z przywódców lewego skrzydła politechnicznego Koła Związku Niezależnej Młodzieży Socjalistycznej. Wespół z Romualdem Gadomskim organizował w 1927 wystąpienie prokomunistycznej grupy z ZNMS i po jej połączeniu z ZNMS „Życie” – utworzenie Organizacji Młodzieży Socjalistycznej „Życie”. Pod koniec 1925 został wprowadzony przez Mieczysława Wągrowskiego do Komunistycznej Partii Polski (KPP) i ta działalność pochłonęła go do tego stopnia, że zrezygnował ze studiów. Z polecenia kierownictwa KPP pod koniec 1926 roku działał w legalnej PPS-Lewicy jako członek Komitetu Okręgowego w Warszawie i egzekutywy Okręgu Warszawa Podmiejska. W okresie walk frakcyjnych w KPP popierał stanowisko ultralewicowej „mniejszości”. Powołany do służby wojskowej (1928–1929), współpracował z Wydziałem Wojskowym KPP. Następnie znów powrócił do działalności w PPS-Lewicy. Z ramienia Komitetu Centralnego (KC) oraz Centralnego Komitetu Wyborczego PPS-Lewicy uczestniczył w 1930 w wiecach przedwyborczych m.in. w Płocku, Koninie, wyjeżdżał też do woj. krakowskiego i rzeszowskiego. We wrześniu 1930 skierowany został z ramienia KC PPS-Lewicy do Lublina jako funkcjonariusz na okręg lubelski (okręgowiec). Spotykał się z oporami ze strony miejscowych działaczy PPS-Lewicy, zwłaszcza przy wysuwaniu kandydatur na posłów do Sejmu. Pod pseudonimem „Lutkiewicz” reprezentował okręg lubelski na II Zjeździe PPS-Lewicy w Łodzi. Wybrany został do KC PPS-Lewicy, ale drugiego dnia obrad (2 lutego 1931) aresztowano go razem ze wszystkimi uczestnikami. Po kilkumiesięcznym pobycie w łódzkim więzieniu, w wyniku starań rodziny uzyskał zwolnienie za kaucją. Następnie zgłosił się do kierownictwa KPP, które skierowało go w czerwcu 1932 do Moskwy, na roczny kurs Szkoły Wojskowo-Politycznej Sekcji Polskiej Międzynarodówki Komunistycznej. Decyzją Sekretariatu Krajowego KC KPP został przydzielony do dyspozycji Centralnego Wydziału Wojskowego, był potem kierownikiem Obwodu Wojskowego m.in. w Poznaniu. Formalnie tzw. Wojskówka miała zajmować się agitacją rewolucyjną wśród młodzieży, w praktyce była to praca na rzecz wywiadu sowieckiego. Oddelegowany po pewnym czasie do Międzynarodowej Organizacji Pomocy Rewolucjonistom (MOPR) pełnił funkcję okręgowca, angażując w szerokim zakresie do pomocy swego brata Jana, lekarza. Po rozwiązaniu KPP w 1938, pracował jako kreślarz-technik w biurze budowlanym sympatyzujących z lewicą Szymona i Heleny Syrkusów, następnie objął stanowisko kierownika Biura Elektrycznego w Społecznym Przedsiębiorstwie Budowlanym na Żoliborzu w Warszawie.
W czasie kampanii wrześniowej 1939 służył w baonie łączności w 18 dywizji piechoty. Wzięty do niewoli w czasie walk pod Łomżą, przebywał w Stalagu 1 Stablack w Prusach Wschodnich. Dzięki zabiegom brata Jana, jako rzekomo chory na gruźlicę, został latem 1942 przeniesiony do szpitala, skąd w sierpniu 1942 zbiegł i wrócił do Warszawy. Wkrótce potem nawiązał kontakty z konspiracją komunistyczną i przystąpił do działalności w PPR i GL. Kierownictwo partii powierzyło mu zadanie oficera wywiadu przy Sztabie Głównym GL. Współpracował też przy obsłudze radiostacji KC PPR z przybyłą z ZSRR w tzw. Pierwszej Grupie Inicjatywnej PPR Marią Kamieniecką, która od 1938 była jego żoną (formalnie ślub wzięli dopiero w 1943 na polecenie KC dla zaopatrzenia w zapewniające bezpieczeństwo dokumenty). W czasie szerokiej akcji aresztowań wśród działaczy lewicy, został 22 lipca 1943 ujęty przez gestapo i uwięziony na Pawiaku, skąd w transporcie więźniów 11 września 1943 przewieziono go do Auschwitzu. Wraz z Alfredem Fiderkiewiczem i Zygmuntem Balickim uczestniczył tam w międzynarodowej organizacji ruchu oporu. W sierpniu 1944 przeniesiono go do obozu koncentracyjnego w Oranienburgu, gdzie zginął 10 kwietnia 1945 w czasie bombardowania miasta przez Anglików. Symboliczny grób Rutkiewicza znajduje się na Cmentarzu Wojskowym na Powązkach w Warszawie.